# Bulbophyllum wagneri
Bulbophyllum wagneri é uma espécie de orquídea (família Orchidaceae) pertencente ao gênero Bulbophyllum. Foi descrita por Schltr. em 1921.